# Hunsrückbahn
| Wendezuggarnitur der DB Regio auf dem Hubertus-Viadukt |                      |                                           |                                           |
| Streckennummer (DB): | 3020                 |                                           |                                           |
| Kursbuchstrecke (DB): | 479                  |                                           |                                           |
| Kursbuchstrecke: | 271n (1946)          |                                           |                                           |
| Streckenlänge: | 53,5 km              |                                           |                                           |
| Spurweite: | 1435 mm (Normalspur) |                                           |                                           |
| Streckenklasse: | CE                   |                                           |                                           |
| Maximale Neigung: | 60,9 ‰               |                                           |                                           |
| Zahnstangensystem: | Abt (bis 1931)       |                                           |                                           |
| |                      |                                           |                                           |
| \| \| \| ehem. Hunsrückquerbahn von Langenlonsheim \| \| \| \| \| ehem. Stichstrecke von Gemünden \| \| \| \| 0,0 \| Simmern \| 351 m ü. NN \| \| \| \| ehem. Hunsrückquerbahn nach Hermeskeil \| \| \| \| 1,8 \| Schmiedel-Tunnel (81 m) \| Schmiedel-Tunnel (81 m) \| \| \| 3,5 \| Keidelheim \| Keidelheim \| \| \| 5,4 \| Külz (Hunsrück) \| Külz (Hunsrück) \| \| \| 9,6 \| Alterkülz (zuletzt Hp) \| Alterkülz (zuletzt Hp) \| \| \| 13,1 \| Bell (Hunsrück) \| Bell (Hunsrück) \| \| \| 15,1 \| Kastellaun \| 435 m ü. NN \| \| \| 18,7 \| Hollnich \| Hollnich \| \| \| 20,9 \| Ebschied (zuletzt Hp) \| Ebschied (zuletzt Hp) \| \| \| 23,7 \| Dudenroth \| Dudenroth \| \| \| 25,7 \| Lingerhahn \| Lingerhahn \| \| \| 29,0 \| Pfalzfeld \| Pfalzfeld \| \| \| 33,3 \| Leiningen (Hunsrück) \| Leiningen (Hunsrück) \| \| \| 38,1 \| Emmelshausen (zeitweise Hp) \| 462 m ü. NN \| \| \| 40,8 \| Ehr \| Ehr \| \| \| 43,6 \| Boppard-Fleckertshöhe \| Boppard-Fleckertshöhe \| \| \| 46,5 \| Boppard-Buchholz (ehem. Bf) \| 405 m ü. NN \| \| \| \| Beginn Zahnstange (bis 1931) \| \| \| \| \| seither Steilstrecke (63 ‰) \| \| \| \| 48,0 \| Hinterburden-Tunnel 1 (64 m) \| Hinterburden-Tunnel 1 (64 m) \| \| \| 48,3 \| Hinterburden-Tunnel 2 (65 m) \| Hinterburden-Tunnel 2 (65 m) \| \| \| 49,4 \| Rauschenloch-Viadukt \| Rauschenloch-Viadukt \| \| \| 49,6 \| Hubertus-Viadukt (150 m) \| Hubertus-Viadukt (150 m) \| \| \| 49,7 \| Rauerberg-Tunnel (124 m) \| Rauerberg-Tunnel (124 m) \| \| \| 50,2 \| Talberg-Tunnel (144 m) \| Talberg-Tunnel (144 m) \| \| \| 51,1 \| Kalmut-Tunnel (124 m) \| Kalmut-Tunnel (124 m) \| \| \| \| Ende Zahnstange (bis 1931) \| \| \| \| \| Linke Rheinstrecke von Koblenz \| \| \| \| 52,8 \| Boppard Hbf \| 76 m ü. NN \| \| \| \| Linke Rheinstrecke nach Mainz \| \| \| \| 53,5 \| Boppard Süd \| Boppard Süd \| |                      |                                           |                                           |
| Strecke (außer Betrieb) |                      | ehem. Hunsrückquerbahn von Langenlonsheim | ehem. Hunsrückquerbahn von Langenlonsheim |
| Abzweig geradeaus und von links (Strecke außer Betrieb) |                      | ehem. Stichstrecke von Gemünden           | ehem. Stichstrecke von Gemünden           |
| Bahnhof (Strecke außer Betrieb) | 0,0                  | Simmern                                   | 351 m ü. NN                               |
| Abzweig geradeaus und nach links (Strecke außer Betrieb) |                      | ehem. Hunsrückquerbahn nach Hermeskeil    | ehem. Hunsrückquerbahn nach Hermeskeil    |
| Tunnel (Strecke außer Betrieb) | 1,8                  | Schmiedel-Tunnel (81 m)                   | Schmiedel-Tunnel (81 m)                   |
| Haltepunkt / Haltestelle (Strecke außer Betrieb) | 3,5                  | Keidelheim                                | Keidelheim                                |
| Haltepunkt / Haltestelle (Strecke außer Betrieb) | 5,4                  | Külz (Hunsrück)                           | Külz (Hunsrück)                           |
| Bahnhof (Strecke außer Betrieb) | 9,6                  | Alterkülz (zuletzt Hp)                    | Alterkülz (zuletzt Hp)                    |
| Bahnhof (Strecke außer Betrieb) | 13,1                 | Bell (Hunsrück)                           | Bell (Hunsrück)                           |
| Bahnhof (Strecke außer Betrieb) | 15,1                 | Kastellaun                                | 435 m ü. NN                               |
| Haltepunkt / Haltestelle (Strecke außer Betrieb) | 18,7                 | Hollnich                                  | Hollnich                                  |
| Bahnhof (Strecke außer Betrieb) | 20,9                 | Ebschied (zuletzt Hp)                     | Ebschied (zuletzt Hp)                     |
| Haltepunkt / Haltestelle (Strecke außer Betrieb) | 23,7                 | Dudenroth                                 | Dudenroth                                 |
| Bahnhof (Strecke außer Betrieb) | 25,7                 | Lingerhahn                                | Lingerhahn                                |
| Bahnhof (Strecke außer Betrieb) | 29,0                 | Pfalzfeld                                 | Pfalzfeld                                 |
| Haltepunkt / Haltestelle (Strecke außer Betrieb) | 33,3                 | Leiningen (Hunsrück)                      | Leiningen (Hunsrück)                      |
| Kopfbahnhof Strecke bis hier außer Betrieb | 38,1                 | Emmelshausen (zeitweise Hp)               | 462 m ü. NN                               |
| Haltepunkt / Haltestelle | 40,8                 | Ehr                                       | Ehr                                       |
| Haltepunkt / Haltestelle | 43,6                 | Boppard-Fleckertshöhe                     | Boppard-Fleckertshöhe                     |
| Haltepunkt / Haltestelle | 46,5                 | Boppard-Buchholz (ehem. Bf)               | 405 m ü. NN                               |
| |                      | Beginn Zahnstange (bis 1931)              |                                           |
| Strecke geradeaus |                      | seither Steilstrecke (63 ‰)               | seither Steilstrecke (63 ‰)               |
| Tunnel | 48,0                 | Hinterburden-Tunnel 1 (64 m)              | Hinterburden-Tunnel 1 (64 m)              |
| Tunnel | 48,3                 | Hinterburden-Tunnel 2 (65 m)              | Hinterburden-Tunnel 2 (65 m)              |
| Brücke | 49,4                 | Rauschenloch-Viadukt                      | Rauschenloch-Viadukt                      |
| Brücke | 49,6                 | Hubertus-Viadukt (150 m)                  | Hubertus-Viadukt (150 m)                  |
| Tunnel | 49,7                 | Rauerberg-Tunnel (124 m)                  | Rauerberg-Tunnel (124 m)                  |
| Tunnel | 50,2                 | Talberg-Tunnel (144 m)                    | Talberg-Tunnel (144 m)                    |
| Tunnel | 51,1                 | Kalmut-Tunnel (124 m)                     | Kalmut-Tunnel (124 m)                     |
| |                      | Ende Zahnstange (bis 1931)                |                                           |
| Abzweig geradeaus und von links |                      | Linke Rheinstrecke von Koblenz            | Linke Rheinstrecke von Koblenz            |
| Bahnhof | 52,8                 | Boppard Hbf                               | 76 m ü. NN                                |
| Abzweig geradeaus und nach links |                      | Linke Rheinstrecke nach Mainz             | Linke Rheinstrecke nach Mainz             |
| Haltepunkt / Haltestelle Streckenende | 53,5                 | Boppard Süd                               | Boppard Süd                               |

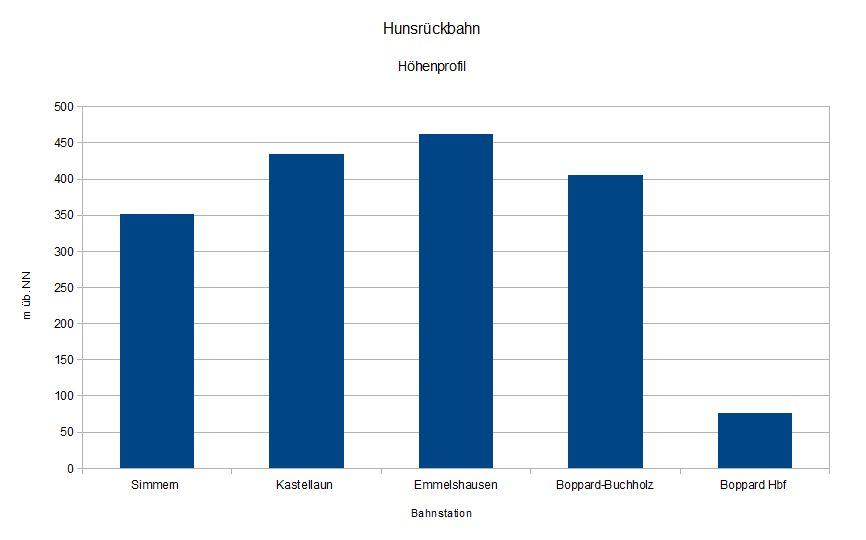
Höhenprofil

Die Hunsrückbahn ist eine teilweise stillgelegte Nebenbahn, die in Boppard von der linken Rheinstrecke abzweigt. Sie führte ehemals über Emmelshausen bis Simmern. Dort traf sie auf die heute als Hunsrückquerbahn bezeichnete Strecke zwischen Langenlonsheim und Hermeskeil.
Heute endet die Strecke in Emmelshausen. Der anschließende, 38 Kilometer lange Abschnitt bis Simmern wurde stillgelegt und letztlich zum Schinderhannes-Radweg umgebaut. Auf dem 15 Kilometer langen Teilstück Boppard – Emmelshausen betreibt das Verkehrsunternehmen Transdev regulären Schienenpersonennahverkehr (Regionalbahn-Linie 37). Da eine große Nachfrage aus der Umgebung von Emmelshausen und Boppard-Buchholz besteht, werden die Züge im Schülerverkehr bis zum Haltepunkt Boppard Süd durchgebunden.

## Name der Strecke
Den heutigen Namen erhielt diese Strecke erst nach Einstellung des Personenverkehrs auf der ursprünglich als Hunsrückbahn bezeichneten Verbindung von Langenlonsheim über Simmern nach Hermeskeil. Diese eigentliche Hunsrückbahn wird heute zur Unterscheidung Hunsrückquerbahn genannt.

## Geschichte

### Planungen und Eröffnung der Strecke
Ende des 19. und Anfang des 20. Jahrhunderts wurden die Bahnstrecken im Hunsrück erbaut. Am 7. Oktober 1889 wurde die Strecke von Langenlonsheim nach Simmern und im Jahr 1897 wurde die Strecke Hermeskeil – Türkismühle eröffnet. Zum 1. April wurde von der Königlich Preußischen und Großherzoglich Hessischen Eisenbahndirektion Mainz eine Bauabteilung zum Bau der Strecken Simmern–Kastellaun und Simmern–Kirchberg eingerichtet. Die Eröffnung des Abschnitts Simmern–Kastellaun erfolgte zum 28. Oktober 1901.
Schon bei der Planung der Bahnstrecke von Simmern nach Kastellaun bestand Einigkeit darüber, diese bis zum Rhein und zur Mosel zu verlängern. Dazu gab es drei Varianten, bei denen immer starke Steigungen, hohe Brücken und zahlreiche Tunnel erforderlich waren. Zum einen gab es die westliche Variante, die Strecke über Gondershausen ins Moseltal und weiter nach Koblenz zu führen. Die zweite, östliche Variante war eine Weiterführung der Bahnstrecke über Pfalzfeld durch das Gründelbachtal nach St. Goar. Die dritte, mittlere Variante, welche letzten Endes realisiert wurde, führte ebenfalls über Pfalzfeld nach Boppard statt nach St. Goar. Hier gab es auch wieder zwei Möglichkeiten der Streckenführung. Eine Möglichkeit bestand darin, die Strecke über den Kreuzberg und das Forsthaus Buchenau zu führen, um sie dann von Südosten an den Bahnhof von Boppard anzuschließen. Man entschied sich aber für die Streckenführung über Buchholz und schloss die Bahnstrecke aus nordwestlicher Richtung an den Bahnhof an, weshalb der Säuerlingsturm der mittelalterlichen Stadtbefestigung von Boppard versetzt werden musste.
Am 18. Mai 1903 ermächtigte der preußische König die Staatsregierung, die Strecke zwischen Kastellaun und Boppard zu bauen, für die sie eine Summe von 5.943.000 Mark aufwenden durfte. In diesem Betrag waren weder Grunderwerbskosten noch Kosten für die Anschaffung von Fahrzeugen enthalten. Während die Kosten für die Strecke Simmern – Kastellaun pro Kilometer bei 80.000 Mark lagen, kostete ein Kilometer der Strecke Buchholz – Boppard 640.000 Mark. Diese achtmal höheren Kosten entstanden durch den Höhenunterschied von 328,5 Metern, den diese Strecke überwindet, und durch die zwei Viadukte und fünf Tunnel, die errichtet werden mussten. Trotz einer gewundenen Streckenführung über 6,3 km ergab sich eine Steigung von 1:16,5. Daher wurde der Einbau einer Zahnstange erforderlich. Das schweizerische System Abt kam zum Einsatz. Im März 1905 wurde mit dem Streckenbau begonnen und im Oktober 1906 konnte der weitgehend eben verlaufende Teilabschnitt Kastellaun – Pfalzfeld in Betrieb genommen werden. Für die Steilstrecke hingegen waren drei Jahre Bauzeit vorgesehen. Dieser Streckenabschnitt wurde von der Firma Grün & Bilfinger errichtet.
Beim Bau des Rauerberg-Tunnels kam ein Arbeiter ums Leben, ein weiterer wurde am Orgelborntag 1906 bei einer tätlichen Auseinandersetzung in einer Wirtschaft erschossen. Am 4. Januar 1907 kamen bei einem Felsrutsch bei Leiningen zunächst 13 Arbeiter ums Leben. Während der Rettungsaktion ereignete sich ein zweiter Felsrutsch, wobei 5 Zuschauer starben. Insgesamt 15 Menschen wurden verletzt. Ein Gedenkstein an der Unfallstelle aus dem Jahr 1991 erinnert an die Toten. Nachdem der Streckenbau innerhalb der veranschlagten Zeit abgeschlossen worden war, konnte das letzte Teilstück zwischen Boppard und Pfalzfeld am 2. August 1908 eröffnet werden. Am Tag darauf begann der allgemeine Bahnbetrieb.

### Betrieb
| Linie | Betreiber           | Zuglauf                                                                                | Takt        |
| ----- | ------------------- | -------------------------------------------------------------------------------------- | ----------- |
| RB 37 | Transdev SE Co. Kg. | (Boppard Süd) – Boppard Hbf – Boppard-Buchholz – Fleckertshoehe – Ehr – Emmelshausen – | Stundentakt |

Anlässlich der Eröffnung wurde die Zuständigkeit für die Strecke zwischen Kastellaun und Boppard zum 3. August 1908 von der Eisenbahndirektion St. Johann-Saarbrücken auf die Eisenbahndirektion Mainz übertragen. Eingesetzt wurden Lokomotiven der preußischen Gattung T 26.
Zum Winterfahrplan 1922/23 fiel die (alte) 2. Klasse bei allen Zügen weg. Sie führten nur noch die 3. und 4. Klasse.
Zum 1. Oktober 1925 wurde die Zuständigkeit für die Strecke zwischen km 15,57 und 45,6 von der Reichsbahndirektion Mainz an die Reichsbahndirektion Trier abgetreten.
Der Zahnradbahn-Betrieb wurde 1931 eingestellt. Seitdem folgte Adhäsions-Betrieb mit Dampfloks der Baureihe 94.5, der bis Mai 1956 andauerte. Von Mai 1956 bis zur Stilllegung des Abschnittes Emmelshausen–Simmern verkehrten auf der Gesamtstrecke Triebwagen der Baureihe VT 98 (ab 1968: Baureihe 798) mit besonderer Ausrüstung für den Steilstreckenbetrieb. Es galten auch besondere betriebliche Vorschriften für den Steilstreckenabschnitt.

### Teilstilllegung

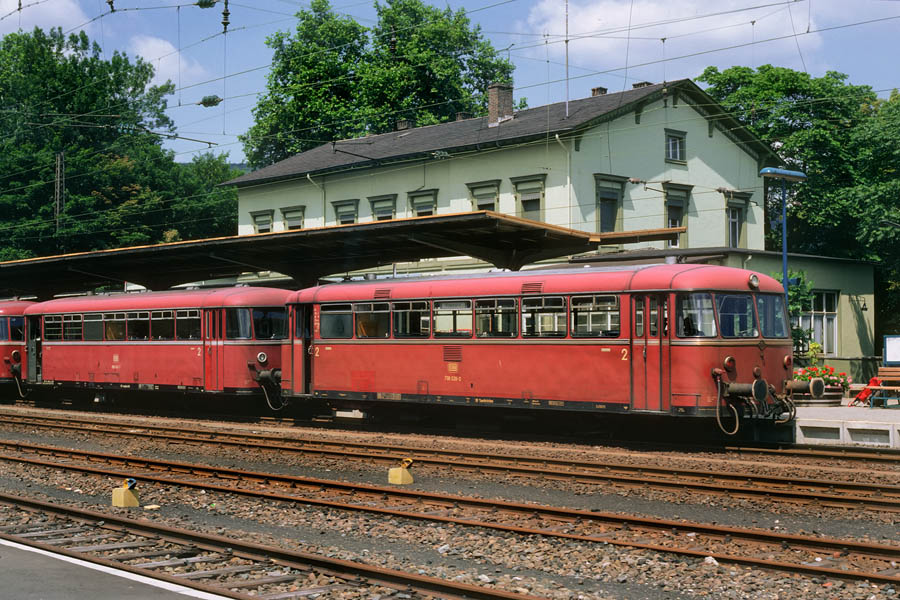
Zug aus Uerdinger Schienenbussen vor dem alten Bopparder Bahnhofsgebäude in den 1970er Jahren

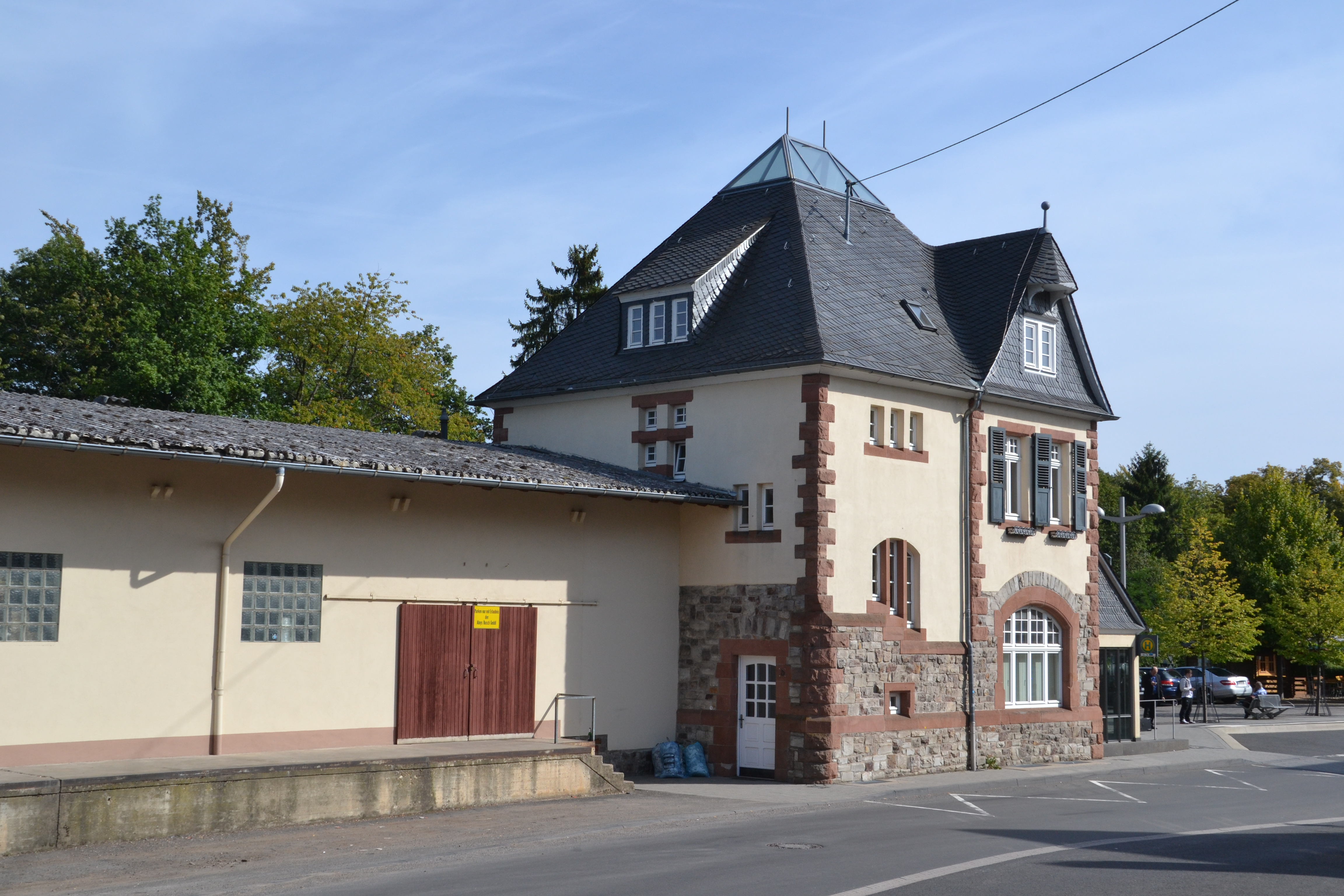
Denkmalgeschütztes Empfangsgebäude des Bahnhofs Emmelshausen

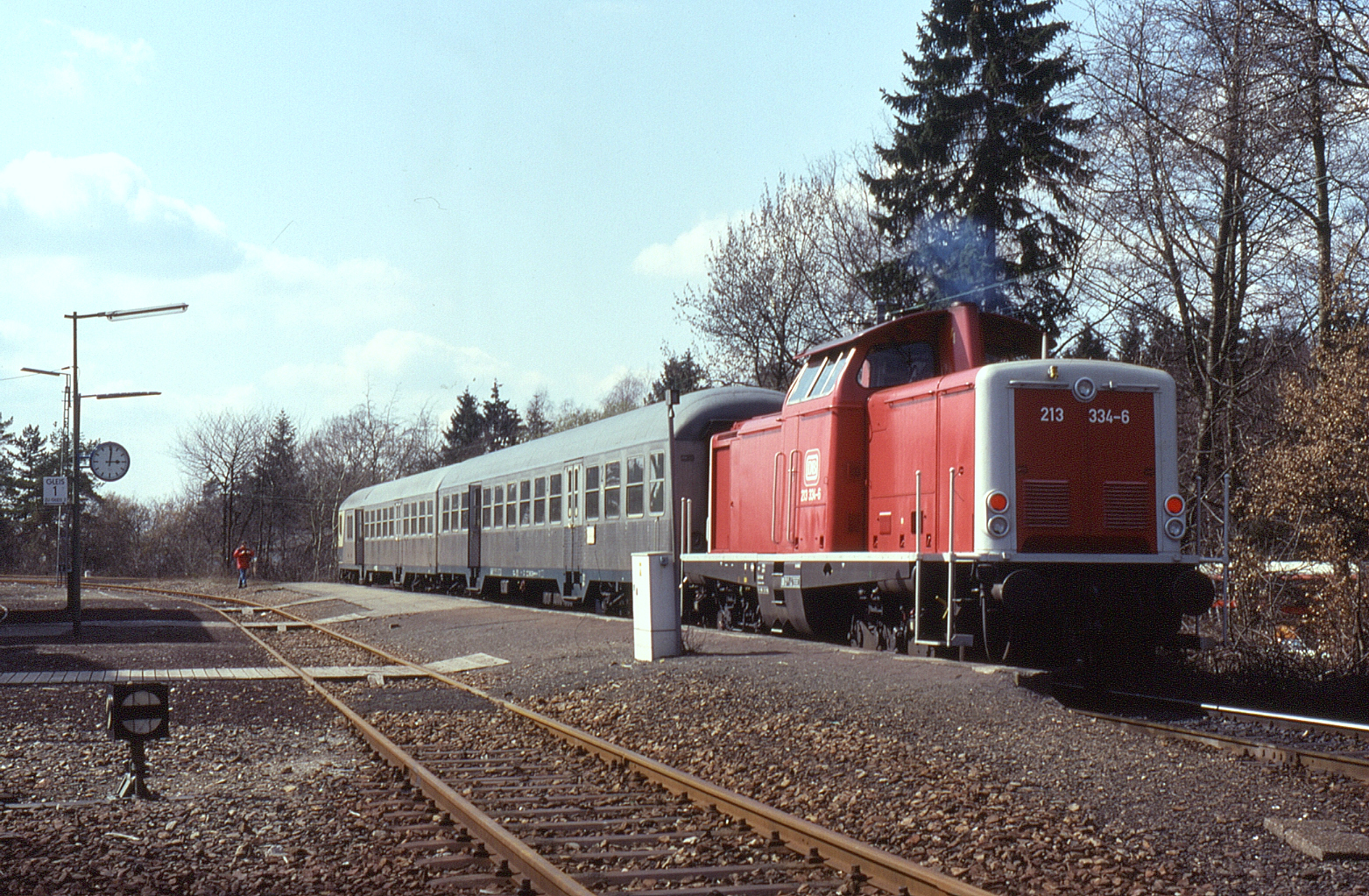
Silberling-Wendezug im Bahnhof Emmelshausen (1993)

Der Personenverkehr Simmern–Emmelshausen wurde am 29. Mai 1983 eingestellt. Eine kurze Renaissance erlebte der Abschnitt Simmern–Kastellaun noch einmal am 11. Oktober 1986, als anlässlich der Großdemonstration gegen die unweit von Kastellaun vorgesehene Stationierung von Cruise-Missiles eine Reihe von Sonderzügen diesen Streckenteil befuhr. Der Güterverkehr wurde zuerst am 27. Mai 1983 zwischen Emmelshausen und Pfalzfeld eingestellt. Er wurde zwischen Kastellaun und Pfalzfeld noch bis zum 31. Dezember 1994 sowie zwischen Simmern und Kastellaun bis zum 1. Juni 1995 aufrechterhalten. Am 1. März 1996 wurde der Abschnitt Simmern–Pfalzfeld stillgelegt. Ab 1998 wurde das Teilstück Emmelshausen–Simmern schrittweise abgebaut und auf der ehemaligen Trasse der Schinderhannes-Radweg angelegt.
Mit der Beschränkung auf den Abschnitt Boppard–Emmelshausen kamen ab 1983 mit der Baureihe 213 erstmals Diesellokomotiven mit jeweils zwei „Silberlingen“ zum Einsatz, von denen einer ein Steuerwagen war. Der Einsatz der Baureihe 213 währte bis 1995, als alle zehn Lokomotiven dieser Baureihe in Thüringen zum Einsatz auf der Rennsteigbahn zusammengezogen wurden. Ersatz kam zunächst in Form der Baureihe 215, die später gegen die Dieselloks der Baureihe 218 ausgetauscht wurde. Neben der Baureihe 218 kamen bis zum 15. April 2011 ein modernisierter Silberling-Mittelwagen sowie ein Steuerwagen der Bauart Bybdzf (Wittenberger Steuerwagen) zum Einsatz.
Der Betrieb mit den schweren Dieselloks war nicht ohne Probleme. Ende 2005 musste der Verkehr für einige Wochen eingestellt werden, weil sich Schäden an den Gleisen und den Radsätzen zeigten. Das war möglicherweise eine Folge des Einsatzes dieser 80 t schweren und 2060 kW leistenden Lokomotive auf den engen Kurven dieser steilen Strecke. Durch Erhöhung der Spurkranzschmierung und nach Einbau von Spurkranzschmieranlagen am Schienenbogen war eine Inbetriebnahme wieder möglich.
Im Jahr 2008 wurde die Strecke komplett saniert. Die DB Netz AG investierte 9,3 Millionen Euro, um alle alten Gleise und Schwellen auszutauschen. Nach der Sanierung im August 2008 stellte man aber erneut Abnutzungserscheinungen an den Radsätzen fest, so dass der Verkehr zur Ursachenforschung mehrere Monate bis zum 16. Februar 2009 eingestellt wurde.

### Betreiberwechsel

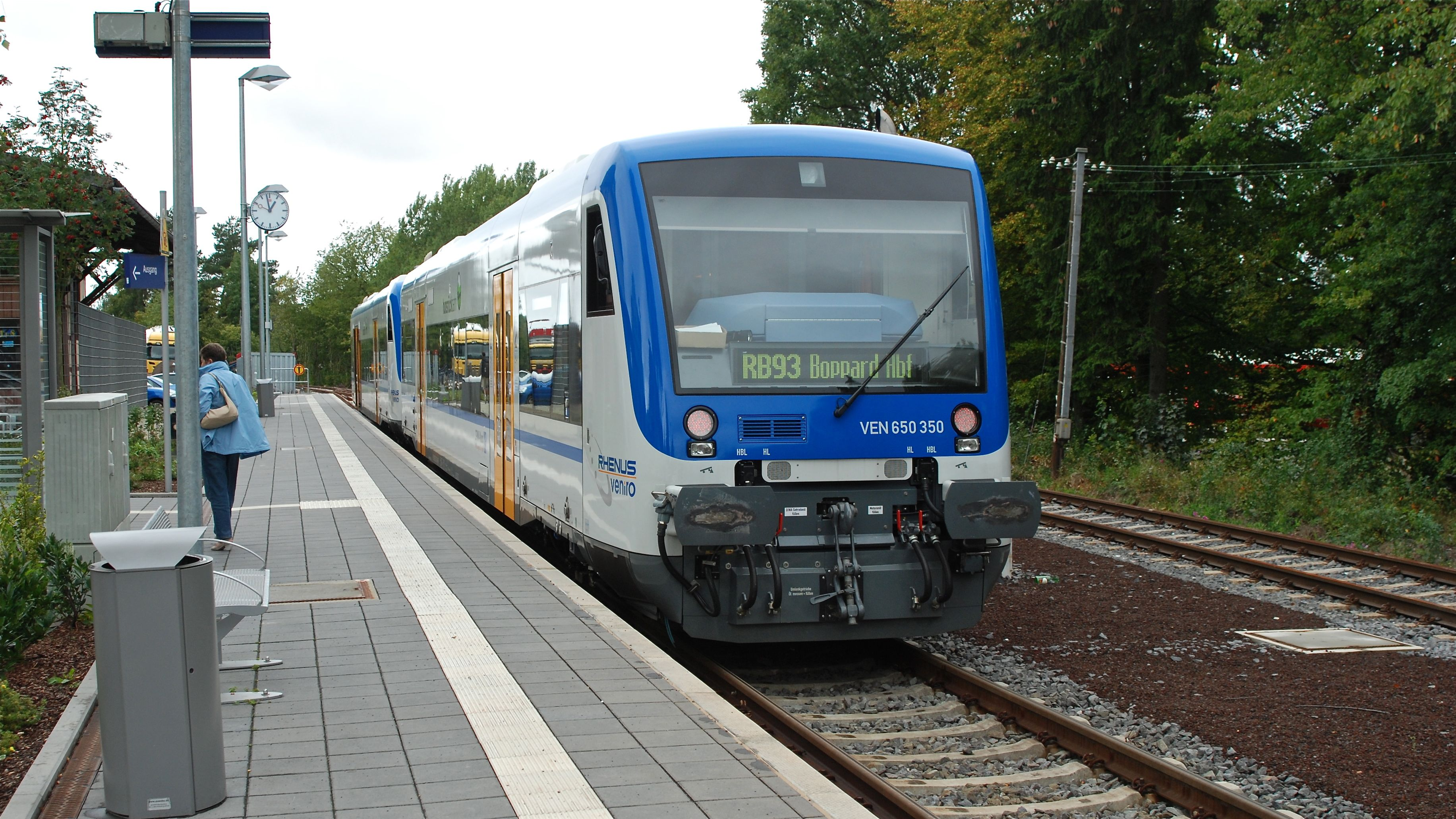
Regio-Shuttle von Rhenus Veniro im umgebauten Bahnhof Emmelshausen

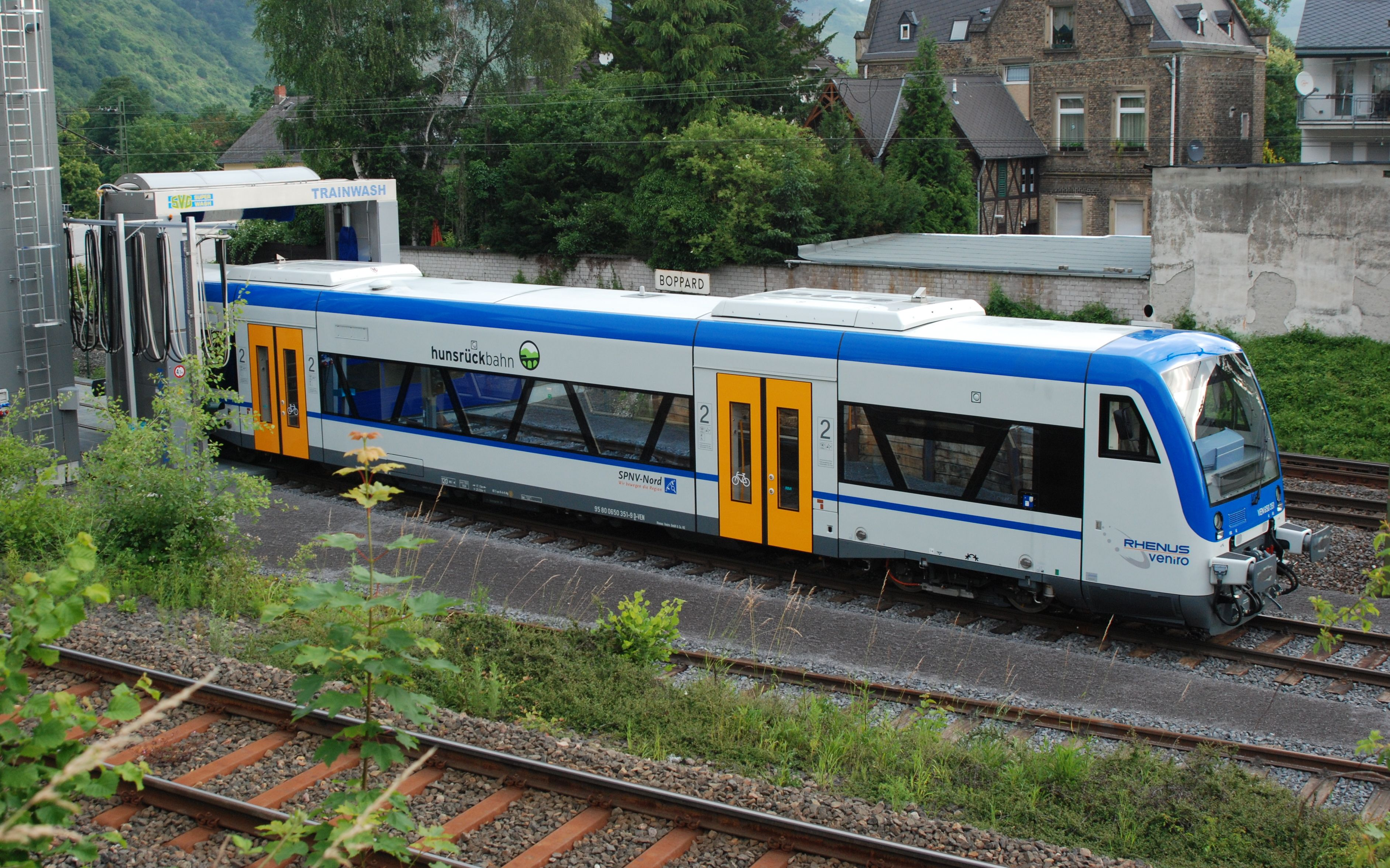
Regio-Shuttle von Rhenus Veniro am Betriebswerk in Boppard

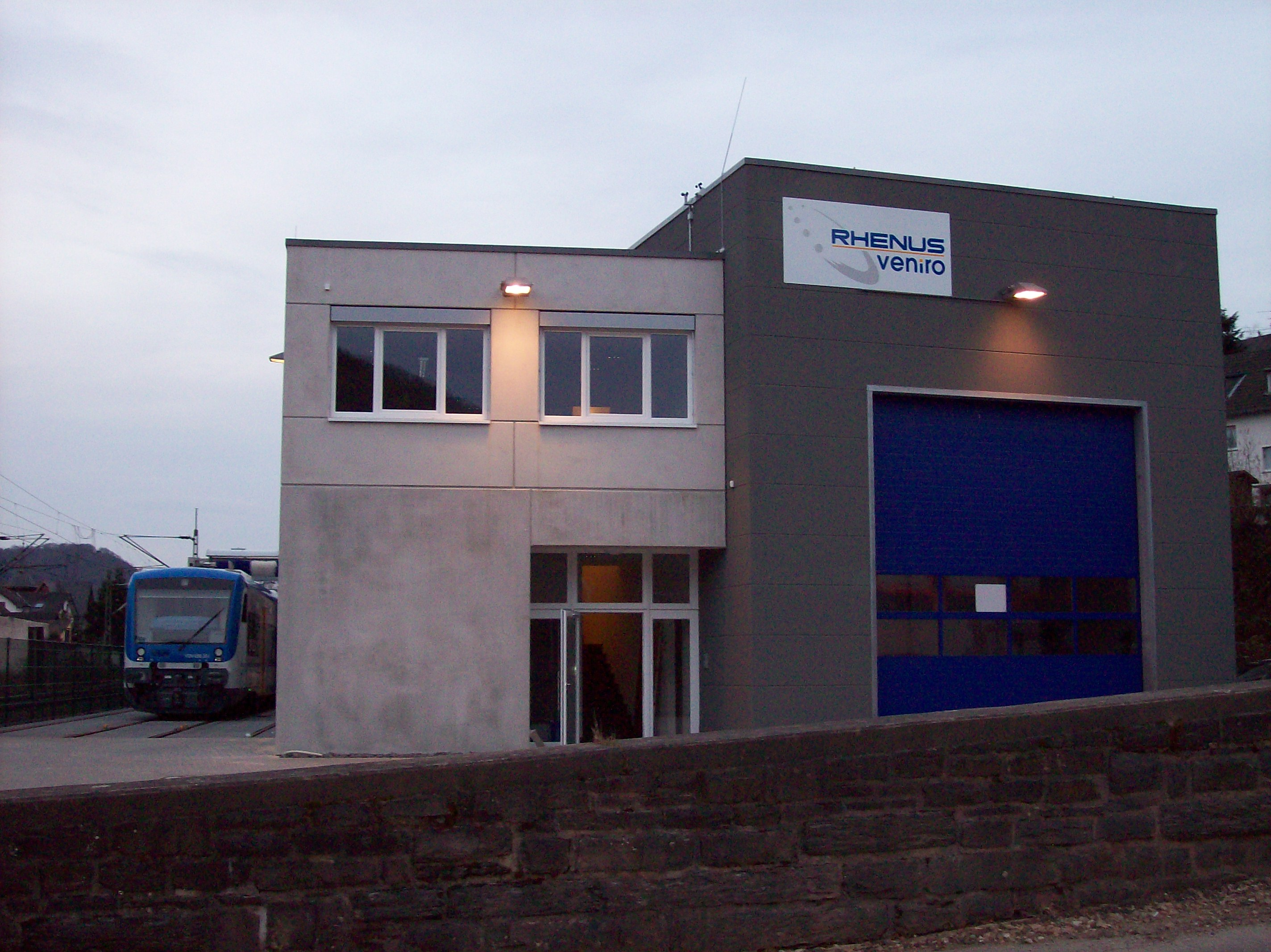
Werkstatthalle von Rhenus Veniro in Boppard, links davon einer der drei Regio-Shuttle

Zum Fahrplanwechsel im Dezember 2009 sollte Rhenus Veniro (heute Transdev SE & Co. KG) den Schienenpersonennahverkehr auf der Hunsrückbahn übernehmen. Der Zweckverband SPNV Nord in Koblenz erteilte dem Unternehmen im Februar 2008 den Zuschlag. Der Verkehrsvertrag wurde für eine Dauer von 20 Jahren geschlossen. Rhenus Veniro sollte drei steilstreckentaugliche Fahrzeuge des Typs Regio-Shuttle RS1 von Stadler Rail einsetzen, welche für diese Strecke mit einem modifizierten Antriebs- und Bremssystem ausgerüstet wurden. Da Rhenus Veniro zum Fahrplanwechsel im Dezember 2009 für diese Neufahrzeuge noch keine Zulassung durch das Eisenbahn-Bundesamt erhalten hatte, wurde die Strecke weiterhin mit lokbespannten Wendezügen von DB Regio Südwest betrieben; nur Fahrkartenverkauf und -kontrolle erfolgten durch Mitarbeiter von Rhenus Veniro.
In den Herbstferien 2010 wurde der Bahnhof Emmelshausen erneuert und modernisiert. Es wurden zwei neue Weichen eingebaut und an Gleis 1 ein neuer Bahnsteig errichtet. Das Stellwerk an der Bahnhofseinfahrt verlor im Zuge der Umbaumaßnahmen seine Funktion. Während der Osterferien 2011 wurden an den Haltepunkten in Boppard-Fleckertshöhe und Ehr die Bahnsteige erneuert.
Zum 15. April 2011, dem letzten Schultag vor den Osterferien, wurden die Leistungen der DB Regio vom Zweckverband SPNV Nord abbestellt. Seit dem 29. April 2011 lag eine bis Ende 2011 gültige, eingeschränkte Betriebsgenehmigung durch das Eisenbahnbundesamt für die drei RS1 von Rhenus Veniro (650 350 – 650 352) vor, so dass diese nun mit beschränkter Personenzahl und einem Zugbegleiter eingesetzt werden konnten. Berichtet wurde, dass die Zusatzbremse nicht ausreichend dimensioniert war, um bei maximaler Zuladung auf Talfahrten die Geschwindigkeit auf einem bestimmten Wert zu halten. Um eine uneingeschränkte Genehmigung zu erhalten, waren somit weitere Modifikationen am Bremssystem notwendig.
Nach Nachbesserungen durch den Hersteller Stadler nahm Rhenus Veniro am 4. Mai 2011 mit einem Fahrzeug den planmäßigen Betrieb auf. Aufgrund der noch laufenden Nachbesserungsarbeiten waren nicht alle drei Züge einsetzbar. Da die Strecke nur mit einem einzelnen Triebfahrzeug bedient werden konnte, wurden im Schülerverkehr damals zusätzliche Busse eingesetzt. Ab dem 8. August 2011, dem ersten Schultag nach den Sommerferien, setzte Rhenus Veniro zwei gekuppelte Triebwagen im Schülerverkehr ein, was eine Reduzierung der zusätzlichen Busse ermöglichte.
Um eine uneingeschränkte Steilstreckenzulassung vom EBA zu erhalten, musste der Zughersteller neue Achsgetriebe in die Fahrzeuge einbauen. Im Dezember 2011 erhielt einer der drei Triebwagen dann eine uneingeschränkte Zulassung vom Eisenbahn-Bundesamt. Anfang Januar 2012 erhielten auch die beiden anderen Fahrzeuge die uneingeschränkte Zulassung. Seitdem dürfen die Triebwagen auch dreifachgekuppelt fahren, weshalb für den Schülerverkehr keine zusätzlichen Busse mehr eingesetzt werden.
Anfang 2012 beantragte die DB Netz die Freistellung von Bahnbetriebszwecken des Abschnitts von Kilometer 29,140 (nahe der Hauptstraße in Pfalzfeld) bis Kilometer 37,994.

## Tarife
Aufgrund der Lage der Hunsrückbahn im Rhein-Hunsrück-Kreis gilt für Fahrten innerhalb des Landkreises sowie nach Koblenz und zu anderen Landkreisen, die zum VRM gehören, der Tarif des VRM-Verkehrsverbundes. Über die Verbundgrenze hinaus gilt der Haustarif des Betreibers Transdev, welcher durch dessen Mitgliedschaft im TBNE dem der Deutsche Bahn AG entspricht. Die Ländertickets für Rheinland-Pfalz sind in den Zügen der Hunsrückbahn gültig, wie auch das Quer-durchs-Land-Ticket.

## Brücken
Auf dem Steilstreckenstück zwischen Boppard Hauptbahnhof und Boppard-Buchholz führt die Trasse der Hunsrückbahn über zwei Viadukte mit Rundbogenarkaden: das Rauschenloch-Viadukt (Streckenkilometer 49,4) und das Hubertus-Viadukt (Streckenkilometer 49,6).

### Hubertus-Viadukt
Das Hubertus-Viadukt (Hubertusschluchtbrücke) führt in einer Kurve über die Hubertusschlucht. Das Bauwerk hat sechs Öffnungen auf einer Länge von 150 m bei einer Höhe von 50 m. Zum Zeitpunkt der Errichtung war es eine der höchsten Steinbogenbrücken Deutschlands.
Die Brücke wurde aus bossierten Rotsandsteinquadern aus der Neckargegend errichtet. Die Unterseiten der Bögen sind mit Backstein verblendet. Aus den Pfeilern ragen auf Höhe des Kämpfers Eisenträger für das Lehrgerüst hervor. Der abschließende getreppte Konsolenfries auf beiden Seiten der Brücke trägt durch Eisengitter gesicherte Seitenwege. Jeder zweite Brückenpfeiler ist durch ein getreppt ausgekragtes steinernes Brüstungsstück abgeschlossen.

### Rauschenloch-Viadukt
Das Rauschenloch-Viadukt (Rauschenlochbrücke) hat vier Öffnungen auf einer Länge von 78 m bei einer Höhe von 30 m. Es gleicht in seiner Ausführung dem Hubertus-Viadukt, hat jedoch keinen Konsolenfries.

## Besonderheit
Die Hunsrückbahn gilt im Abschnitt von Boppard nach Emmelshausen als steilste Adhäsionsbahn Westdeutschlands (siehe auch: Steilstrecke). Sie überwindet auf der sechs Kilometer langen Strecke Boppard–Boppard-Buchholz einen Höhenunterschied von 336 Metern. Der Steigungsgrad ist 60,9 ‰ oder 1:16,4.
Die Teilstrecke der Hunsrückbahn zwischen Boppard und Emmelshausen steht seit 1990 als technisches Denkmal unter Denkmalschutz.

## Hunsrückbahn-Wanderweg

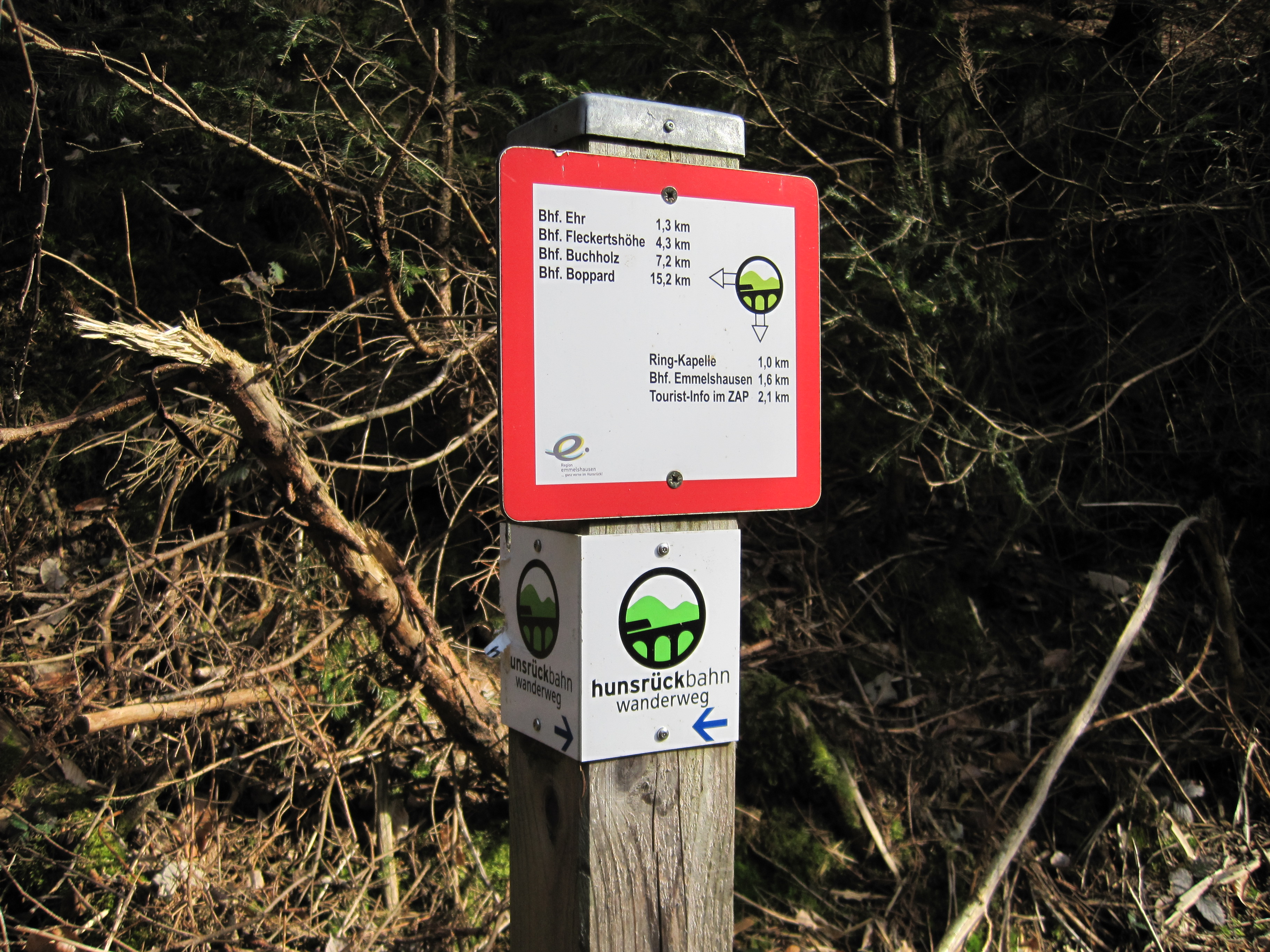
Wegemarkierung des Hunsrückbahn-Wanderweges

Ein ca. 16 Kilometer langer Wanderweg verläuft zwischen den beiden Bahnhöfen Emmelshausen und Boppard Hauptbahnhof und bietet u. a. viele Ausblickpunkte auf die Bahnstrecke.

## Hunsrückbahnmuseum Emmelshausen
Seit 2016 existiert am Bahnhof Emmelshausen im Gebäude der alten Güterabfertigung ein Museum zur Geschichte der Strecke. Teil der Ausstellung sind eine Modellbahn mit maßstabsgetreuen Nachbauten der Stationen Emmelshausen und Hollnich, sowie das erhaltene Stellwerk.